# Gran Premio Ciclomotoristico 1957
Il Gran Premio Ciclomotoristico delle Nazioni 1957, già Roma-Napoli-Roma, trentaquattresima edizione della corsa, si svolse dal 24 aprile al 1º maggio 1957 su un percorso di 1389,4 km, suddiviso su 8 tappe (la prima, seconda, la quinta e la sesta suddivise in 2 semitappe e l'ultima suddivise in 3 semitappe). La vittoria fu appannaggio dell'olandese Wout Wagtmans, che completò il percorso in 36h55'05", precedendo lo spagnolo Miguel Poblet e l'italiano Aldo Moser.

## Tappe
| Tappa  | Data      | Percorso                | km     | Vincitore di tappa  | Leader cl. generale |
| ------ | --------- | ----------------------- | ------ | ------------------- | ------------------- |
| 1ª-1   | 24 aprile | Roma > Caserta          | 206    | Wout Wagtmans       | Wout Wagtmans       |
| 1ª-2   | 24 aprile | Caserta > Caserta       | 32,3   | Rik Van Steenbergen | ?                   |
| 2ª-1   | 25 aprile | Caserta > Napoli        | 71     | Aldo Moser          | ?                   |
| 2ª-2   | 25 aprile | Napoli > Salerno        | 85,8   | Alberto Emiliozzi   | ?                   |
| 3ª     | 26 aprile | Salerno > Campobasso    | 163,4  | Stefano Gaggero     | ?                   |
| 4ª     | 27 aprile | Campobasso > Roccaraso  | 97     | Michele Gismondi    | ?                   |
| 5ª-1   | 28 aprile | Roccaraso > Chieti      | 97,2   | Cleto Maule         | ?                   |
| 5ª-2   | 28 aprile | Chieti > Pescara        | 65     | Rik Van Steenbergen | ?                   |
| 6ª-1   | 29 aprile | Pescara > Teramo        | 63     | Rik Van Looy        | ?                   |
| 6ª-2   | 29 aprile | Teramo > Ascoli Piceno  | 62,8   | Miguel Poblet       | ?                   |
| 7ª     | 30 aprile | Ascoli Piceno > Spoleto | 227,5  | Miguel Poblet       | ?                   |
| 8ª-1   | 1º maggio | Spoleto > Rieti         | 61     | Alessandro Fantini  | ?                   |
| 8ª-2   | 1º maggio | Rieti > Rieti           | 10,4   | Fred De Bruyne      | ?                   |
| 8ª-3   | 1º maggio | Rieti > Roma            | 147    | Miguel Poblet       | Wout Wagtmans       |
| Totale | Totale    | Totale                  | 1389,4 |                     |                     |

## Dettagli delle tappe

### 1ª tappa, 1ª semitappa
- 24 aprile: Roma > Caserta – 206 km

Risultati
| Pos. | Corridore         | Squadra    | Tempo    |
| ---- | ----------------- | ---------- | -------- |
| 1    | Wout Wagtmans     | Locomotief | 6h12'17" |
| 2    | Michele Gismondi  | Carpano    | a 32"    |
| 3    | Alberto Emiliozzi | Faema      | a 48"    |

| Pos. | Corridore     | Squadra    | Tempo |
| ---- | ------------- | ---------- | ----- |
| 1    | Wout Wagtmans | Locomotief | ?     |

### 1ª tappa, 2ª semitappa
- 20 aprile: Caserta > Caserta – 32,3 km

Risultati
| Pos. | Corridore           | Squadra  | Tempo   |
| ---- | ------------------- | -------- | ------- |
| 1    | Rik Van Steenbergen | Peugeot  | 33'19"  |
| 2    | Fred De Bruyne      | Carpano  | a 51"   |
| 3    | Aldo Moser          | Leo-Chl. | a 1'25" |

| Pos. | Corridore | Squadra | Tempo |
| ---- | --------- | ------- | ----- |
| 1    | ?         | ?       | ?     |

### 2ª tappa, 1ª semitappa
- 25 aprile: Caserta > Napoli – 71 km

Risultati
| Pos. | Corridore           | Squadra  | Tempo    |
| ---- | ------------------- | -------- | -------- |
| 1    | Aldo Moser          | Leo-Chl. | 1h40'32" |
| 2    | Bruno Monti         | Atala    | a 44"    |
| 3    | Rik Van Steenbergen | Peugeot  | a 1'01"  |

| Pos. | Corridore | Squadra | Tempo |
| ---- | --------- | ------- | ----- |
| 1    | ?         | ?       | ?     |

### 2ª tappa, 2ª semitappa
- 25 aprile: Napoli > Salerno – 85,8 km

Risultati
| Pos. | Corridore         | Squadra  | Tempo    |
| ---- | ----------------- | -------- | -------- |
| 1    | Alberto Emiliozzi | Faema    | 2h10'15" |
| 2    | Guido Carlesi     | Leo-Chl. | a 29"    |
| 3    | Pierino Baffi     | Arbos    | a 4'39"  |

| Pos. | Corridore | Squadra | Tempo |
| ---- | --------- | ------- | ----- |
| 1    | ?         | ?       | ?     |

### 3ª tappa
- 26 aprile: Salerno > Campobasso – 163,4 km

Risultati
| Pos. | Corridore       | Squadra | Tempo    |
| ---- | --------------- | ------- | -------- |
| 1    | Stefano Gaggero | Carpano | 4h55'58" |
| 2    | Bruno Monti     | Atala   | a 3'10"  |
| 3    | Miguel Poblet   | Ignis   | a 3'21"  |

| Pos. | Corridore | Squadra | Tempo |
| ---- | --------- | ------- | ----- |
| 1    | ?         | ?       | ?     |

### 4ª tappa
- 27 aprile: Campobasso > Salerno – 97 km

Risultati
| Pos. | Corridore        | Squadra    | Tempo    |
| ---- | ---------------- | ---------- | -------- |
| 1    | Michele Gismondi | Carpano    | 2h58'47" |
| 2    | Charly Gaul      | Faema      | a 1'02"  |
| 3    | Vito Favero      | Bottecchia | a 3'21"  |

| Pos. | Corridore | Squadra | Tempo |
| ---- | --------- | ------- | ----- |
| 1    | ?         | ?       | ?     |

### 5ª tappa, 1ª semitappa
- 28 aprile: Roccaraso > Chieti – 97,2 km

Risultati
| Pos. | Corridore       | Squadra | Tempo    |
| ---- | --------------- | ------- | -------- |
| 1    | Cleto Maule     | Torpado | 2h10'46" |
| 2    | Angelo Conterno | Bianchi | s.t.     |
| 3    | Raymond Impanis | Peugeot | s.t.     |

| Pos. | Corridore | Squadra | Tempo |
| ---- | --------- | ------- | ----- |
| 1    | ?         | ?       | ?     |

### 5ª tappa, 2ª semitappa
- 28 aprile: Chieti > Pescara – 65 km

Risultati
| Pos. | Corridore           | Squadra | Tempo    |
| ---- | ------------------- | ------- | -------- |
| 1    | Rik Van Steenbergen | Peugeot | 1h33'21" |
| 2    | Miguel Poblet       | Ignis   | a 19"    |
| 3    | Bruno Monti         | Atala   | a 23"    |

| Pos. | Corridore | Squadra | Tempo |
| ---- | --------- | ------- | ----- |
| 1    | ?         | ?       | ?     |

### 6ª tappa, 1ª semitappa
- 29 aprile: Pescara > Teramo – 63 km

Risultati
| Pos. | Corridore       | Squadra | Tempo    |
| ---- | --------------- | ------- | -------- |
| 1    | Rik Van Looy    | Faema   | 1h30'05" |
| 2    | Adolf Christian | Carpano | a 38"    |
| 3    | Raymond Impanis | Peugeot | s.t.     |

| Pos. | Corridore | Squadra | Tempo |
| ---- | --------- | ------- | ----- |
| 1    | ?         | ?       | ?     |

### 6ª tappa, 2ª semitappa
- 29 aprile: Teramo > Ascoli Piceno – 62,8 km

Risultati
| Pos. | Corridore       | Squadra    | Tempo    |
| ---- | --------------- | ---------- | -------- |
| 1    | Miguel Poblet   | Ignis      | 1h30'45" |
| 2    | Wout Wagtmans   | Locomotief | a 28"    |
| 3    | Raymond Impanis | Peugeot    | a 43"    |

| Pos. | Corridore | Squadra | Tempo |
| ---- | --------- | ------- | ----- |
| 1    | ?         | ?       | ?     |

### 7ª tappa
- 30 aprile: Ascoli Piceno > Spoleto – 227,5 km

Risultati
| Pos. | Corridore           | Squadra | Tempo    |
| ---- | ------------------- | ------- | -------- |
| 1    | Miguel Poblet       | Ignis   | 5h22'29" |
| 2    | Rik Van Looy        | Faema   | a 25"    |
| 3    | Rik Van Steenbergen | Peugeot | a 27"    |

| Pos. | Corridore | Squadra | Tempo |
| ---- | --------- | ------- | ----- |
| 1    | ?         | ?       | ?     |

### 8ª tappa, 1ª semitappa
- 1º maggio: Spoleto > Rieti – 61 km

Risultati
| Pos. | Corridore          | Squadra | Tempo    |
| ---- | ------------------ | ------- | -------- |
| 1    | Alessandro Fantini | Atala   | 1h39'06" |
| 2    | Pierino Baffi      | Arbos   | s.t.     |
| 3    | Nello Fabbri       | Legnano | s.t.     |

| Pos. | Corridore | Squadra | Tempo |
| ---- | --------- | ------- | ----- |
| 1    | ?         | ?       | ?     |

### 8ª tappa, 2ª semitappa
- 1º maggio: Rieti > Rieti – 10,4 km

Risultati
| Pos. | Corridore       | Squadra | Tempo  |
| ---- | --------------- | ------- | ------ |
| 1    | Fred De Bruyne  | Carpano | 12'10" |
| 2    | Miguel Poblet   | Ignis   | a 8"   |
| 3    | Raymond Impanis | Peugeot | a 9"   |

| Pos. | Corridore | Squadra | Tempo |
| ---- | --------- | ------- | ----- |
| 1    | ?         | ?       | ?     |

### 8ª tappa, 3ª semitappa
- 1º maggio: Rieti > Roma – 147 km

Risultati
| Pos. | Corridore       | Squadra | Tempo    |
| ---- | --------------- | ------- | -------- |
| 1    | Miguel Poblet   | Ignis   | 4h00'59" |
| 2    | Nino Defilippis | Bianchi | a 18"    |
| 3    | Raymond Impanis | Peugeot | a 24"    |

| Pos. | Corridore     | Squadra    | Tempo     |
| ---- | ------------- | ---------- | --------- |
| 1    | Wout Wagtmans | Locomotief | 36h55'05" |
| 2    | Miguel Poblet | Ignis      | a 2'18"   |
| 3    | Aldo Moser    | Leo-Chl.   | a 3'02"   |

## Classifiche finali

### Classifica generale
| Pos. | Corridore           | Squadra               | Tempo     |
| ---- | ------------------- | --------------------- | --------- |
| 1    | Wout Wagtmans       | Locomotief-Vredestein | 36h55'05" |
| 2    | Miguel Poblet       | Ignis                 | a 2'18"   |
| 3    | Aldo Moser          | Leo-Chlorodont        | a 3'02"   |
| 4    | Alberto Emiliozzi   | Faema                 | a 3'50"   |
| 5    | Rik Van Steenbergen | Peugeot-BP-Dunlop     | a 4'58"   |
| 6    | Raymond Impanis     | Peugeot-BP-Dunlop     | a 5'34"   |
| 7    | Bruno Monti         | Atala                 | a 7'43"   |
| 8    | Fred De Bruyne      | Carpano-Coppi         | a 8'25"   |
| 9    | Nino Defilippis     | Bianchi-Pirelli       | a 11'02"  |
| 10   | Michele Gismondi    | Carpano-Coppi         | a 11'49"  |